# Olympos Teleferik
36°32′27″ пн. ш. 30°29′14″ сх. д. / 36.540954° пн. ш. 30.487343° сх. д.
Пасажирська канатна дорога, прокладена на вершину гори Тахтали в безпосередній близькості від туристичного центру Кемер. Відкрита в 2007 році.
Нижня станція знаходиться на висоті 726 м над рівнем моря і розташована між селищами Чамьюва і Текірова. Верхня станція розташована безпосередньо на вершині гори Тахтали на висоті 2365 м над рівнем моря. Верхня станція з сонячною терасою, що забезпечує панораму 360º, надає можливість для огляду від Фініке до Сіде. 
Проектування і будівництво канатної дороги здійснювала швейцарська компанія
Doppelmayr Garaventa Group. Для реалізації цього проекту була побудована вантажна канатна дорога для перевезення матеріалів. Цією вантажною канатною дорогою під час будівництва об'єктів по лінії дороги та будівництва верхньої станції було перевезено 3700 м3 бетону, 4500 м3 води, 420 тонн заліза/сталі і 8600 тонн агрегатів.

## Технічні дані
- Різниця висот — 1639 м
- Довжина канатної дороги — 4350 м
- Кабіна вміщує 80 осіб
- За одну годину канатна дорога перевозить пасажирів 470
- Час підйому/спуску становить 10 хвилин.
- Швидкість руху — 10 м/с
- Діаметр несучого тросу — 4 x 51 мм
- Діаметр тягового троса — 38 мм
- Кількість несучих опор — 4
- Максимальна електрична потужність — 1000 кВт

## Вартість проїзду
- дорослий квиток — 32 EUR (в обидві сторони) на 2015
- дитячий квиток (до 16 років) — 16 EUR (в обидві сторони)
- діти до 7 років безкоштовно
- От трассы d400 до нижней станции ходит автобус шаттл[1]. Стоимость проезда в 2024 году 100 TL.

## Розклад руху
- Літній період — відправлення щоденно на початку години і в годину з половиною з 09:00 до 19:00
- Зимовий період — відправлення щоденно на початку години з 10:00 до 17:00

## Галерея

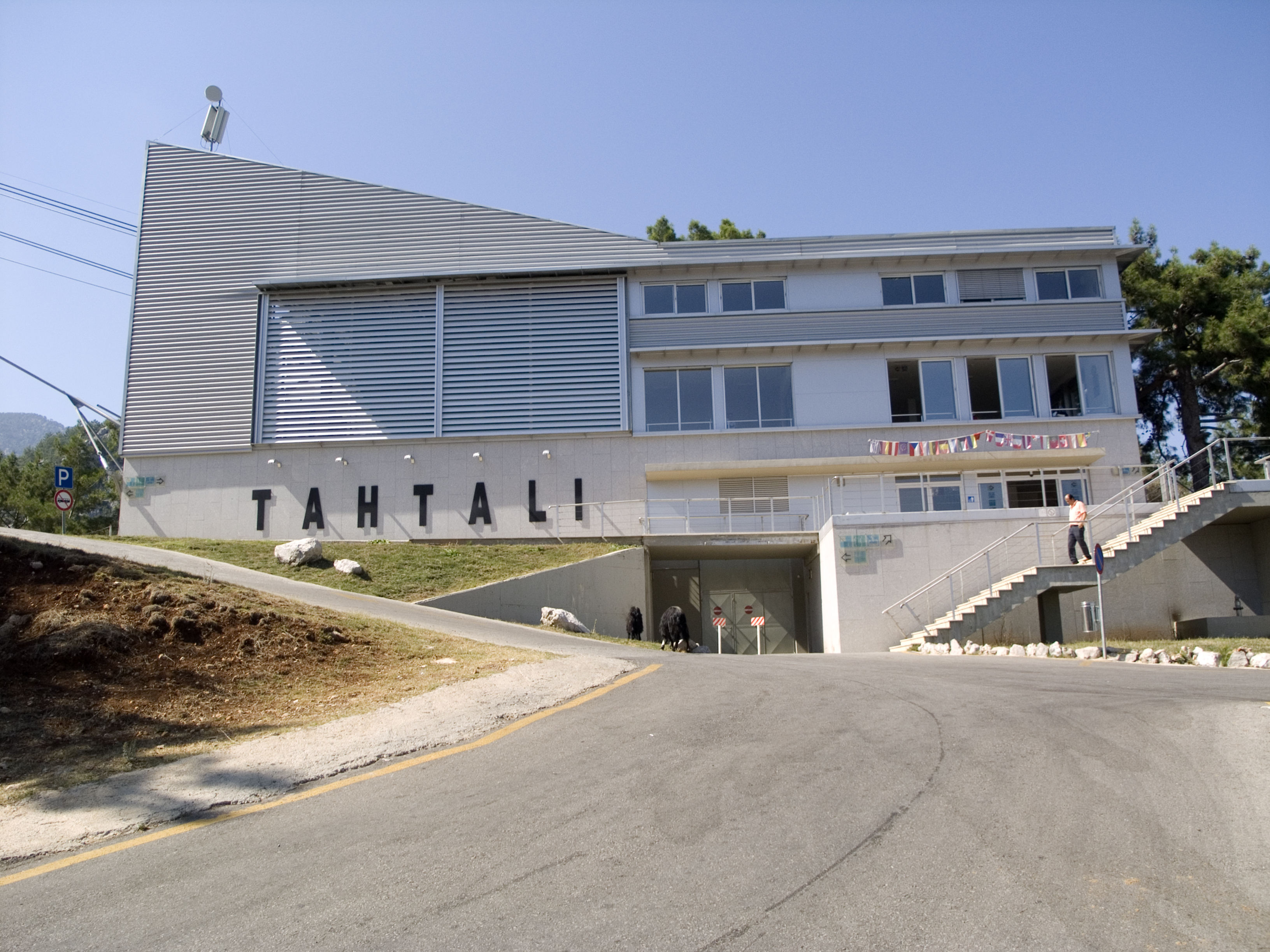
Нижня станція
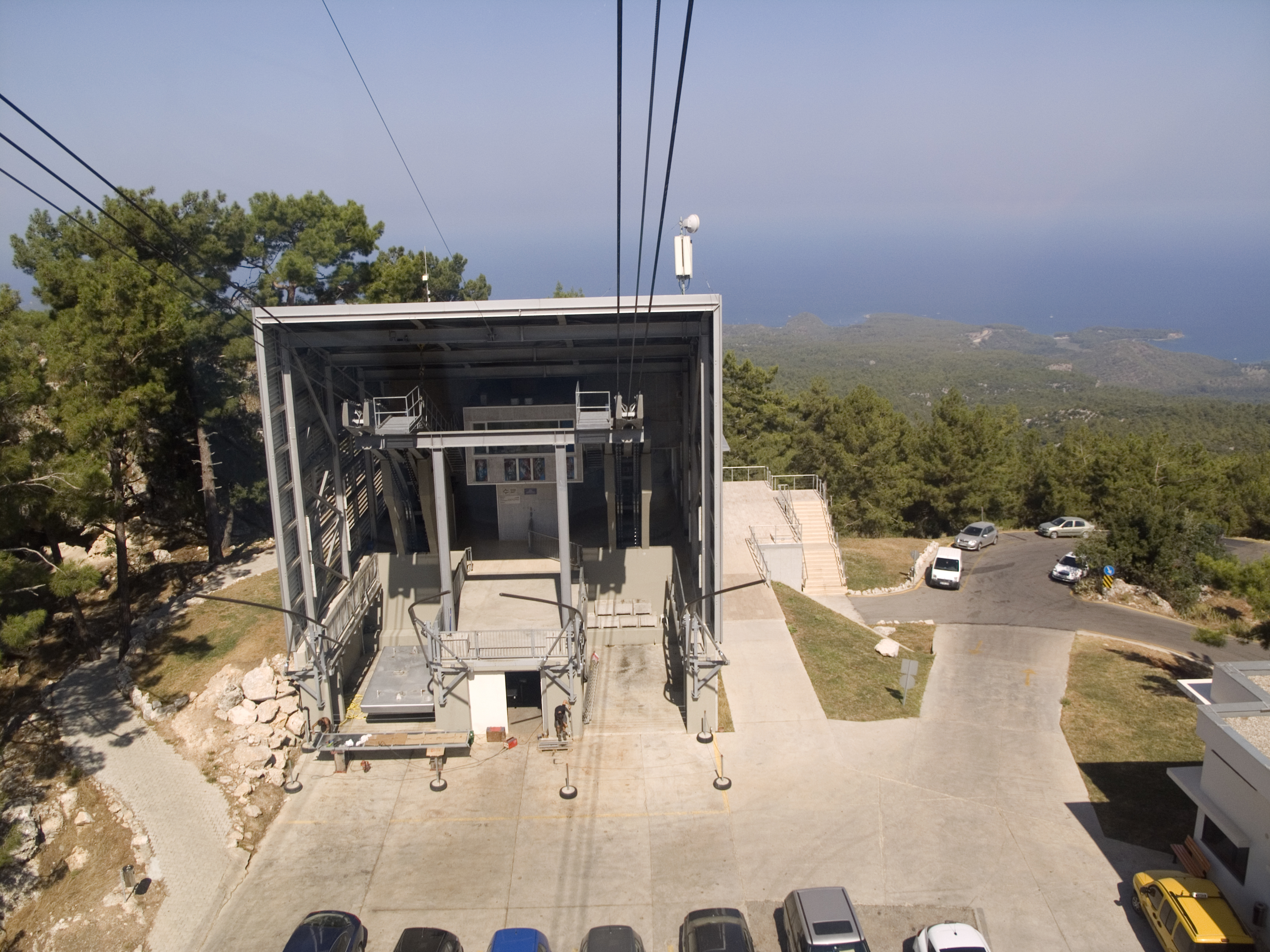
Нижня станція
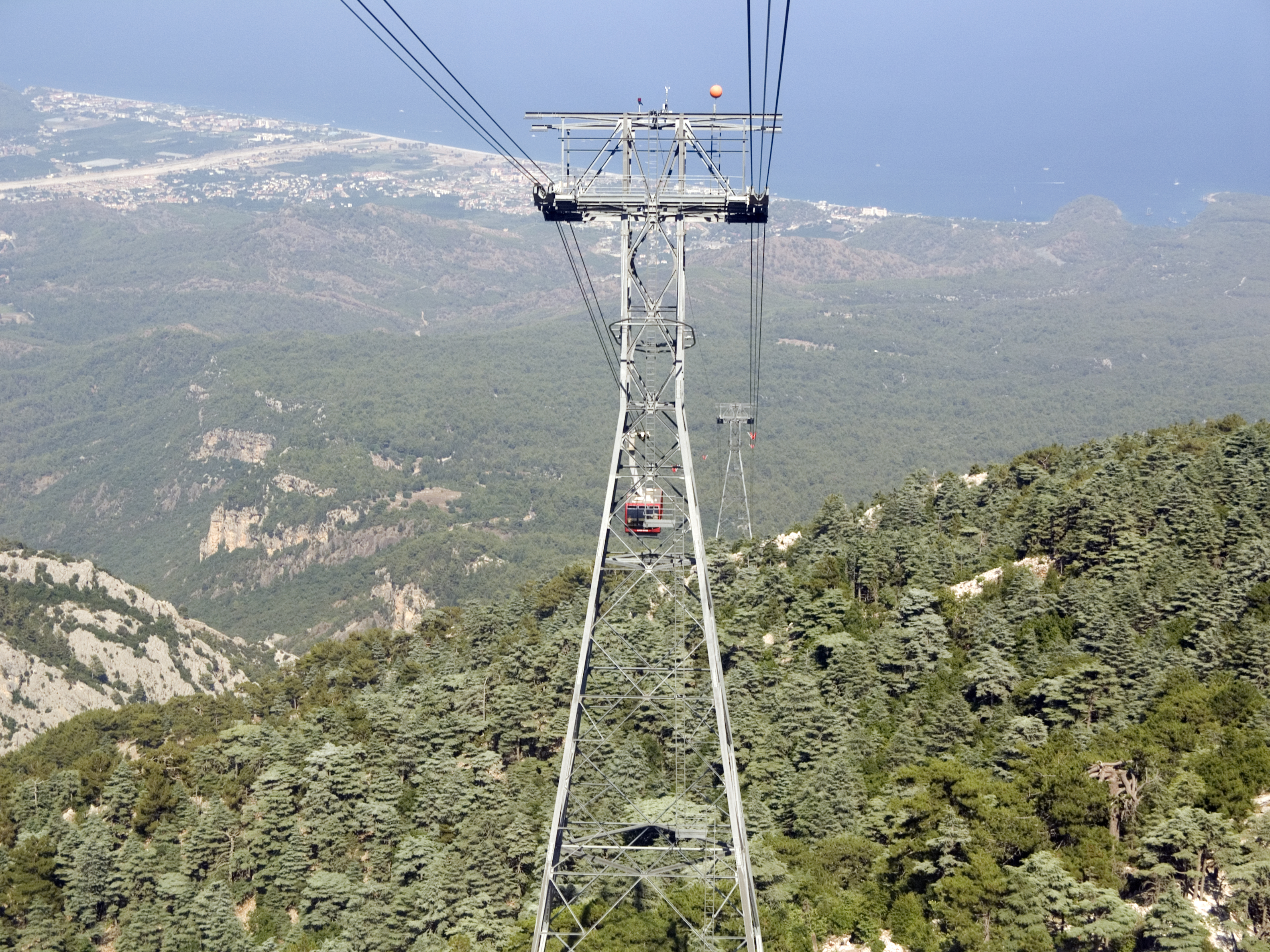
Проміжкова опора
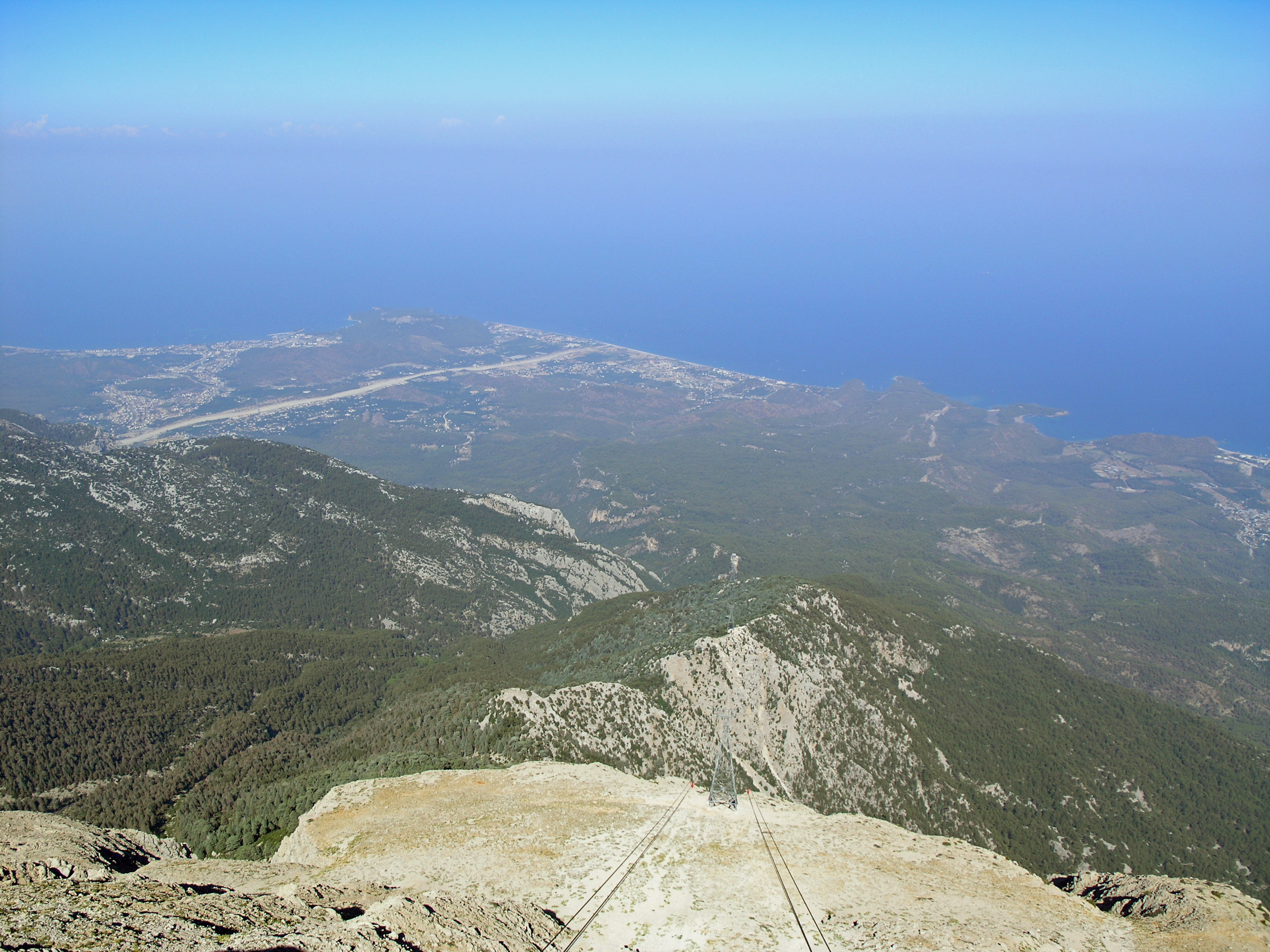
Вигляд з верхньої станції на Кемер і Фаселіс
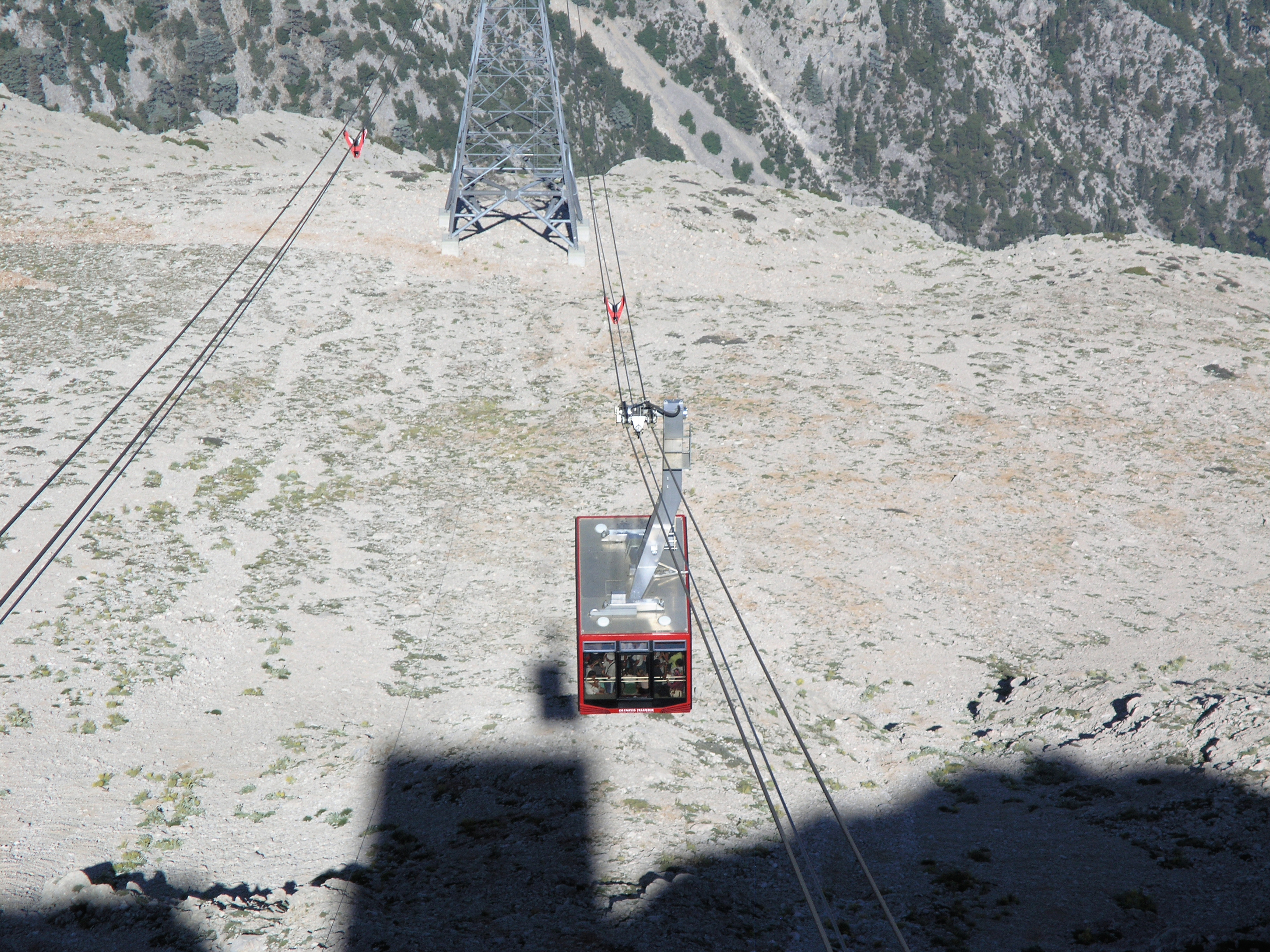
Кабіна на під'їзді до верхньої станції
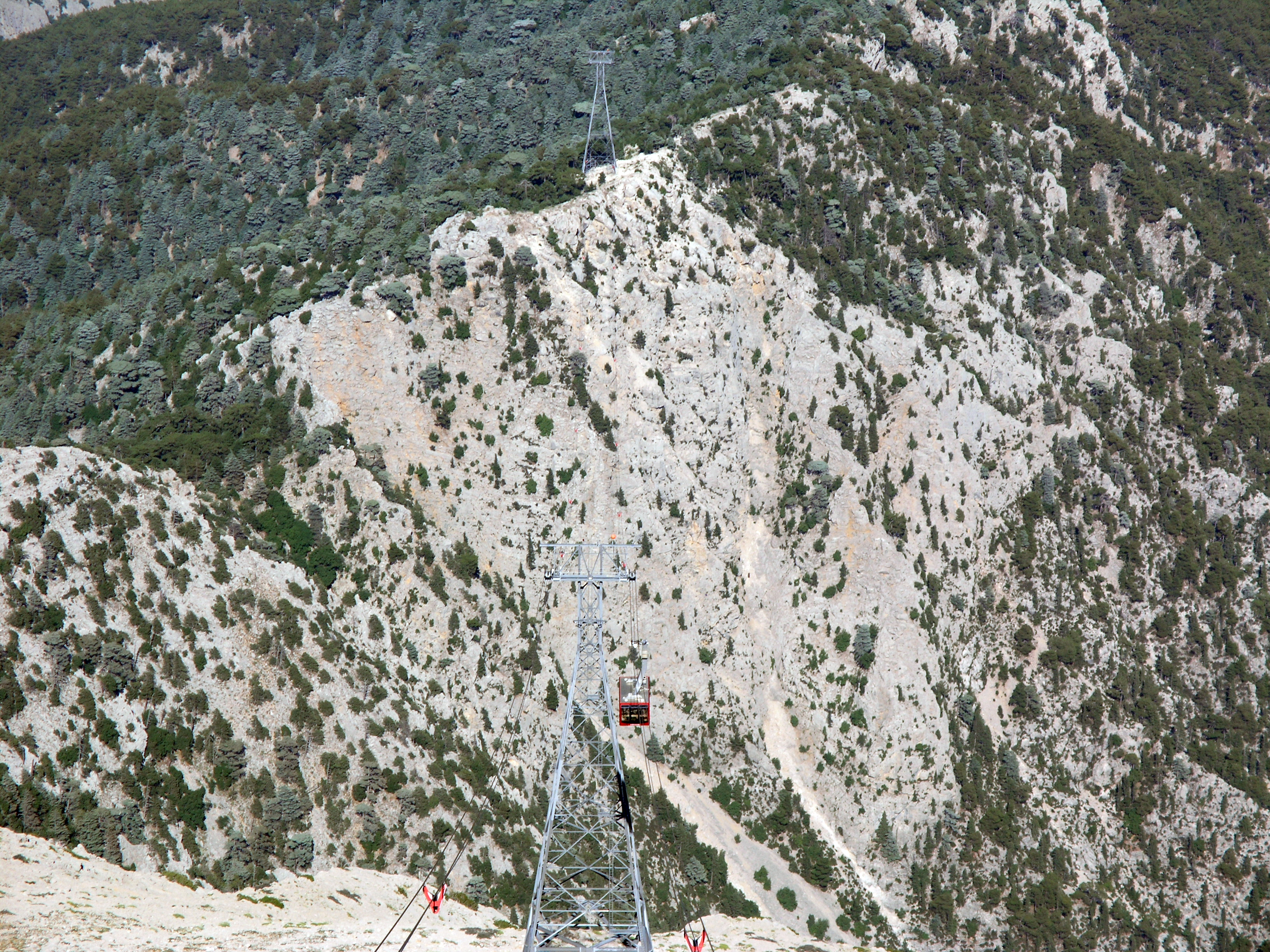
В дорозі
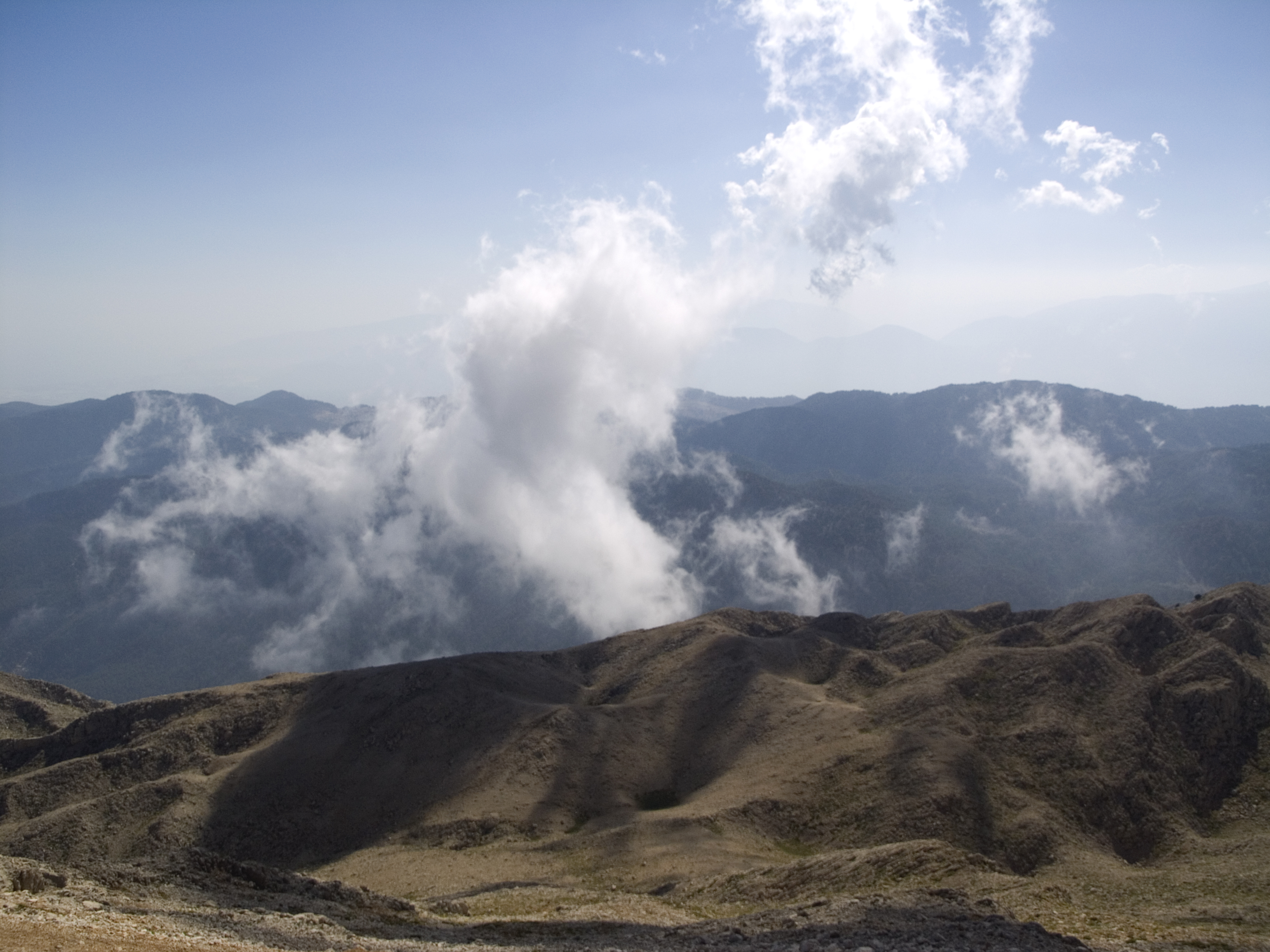
На вершині гори Тахтали
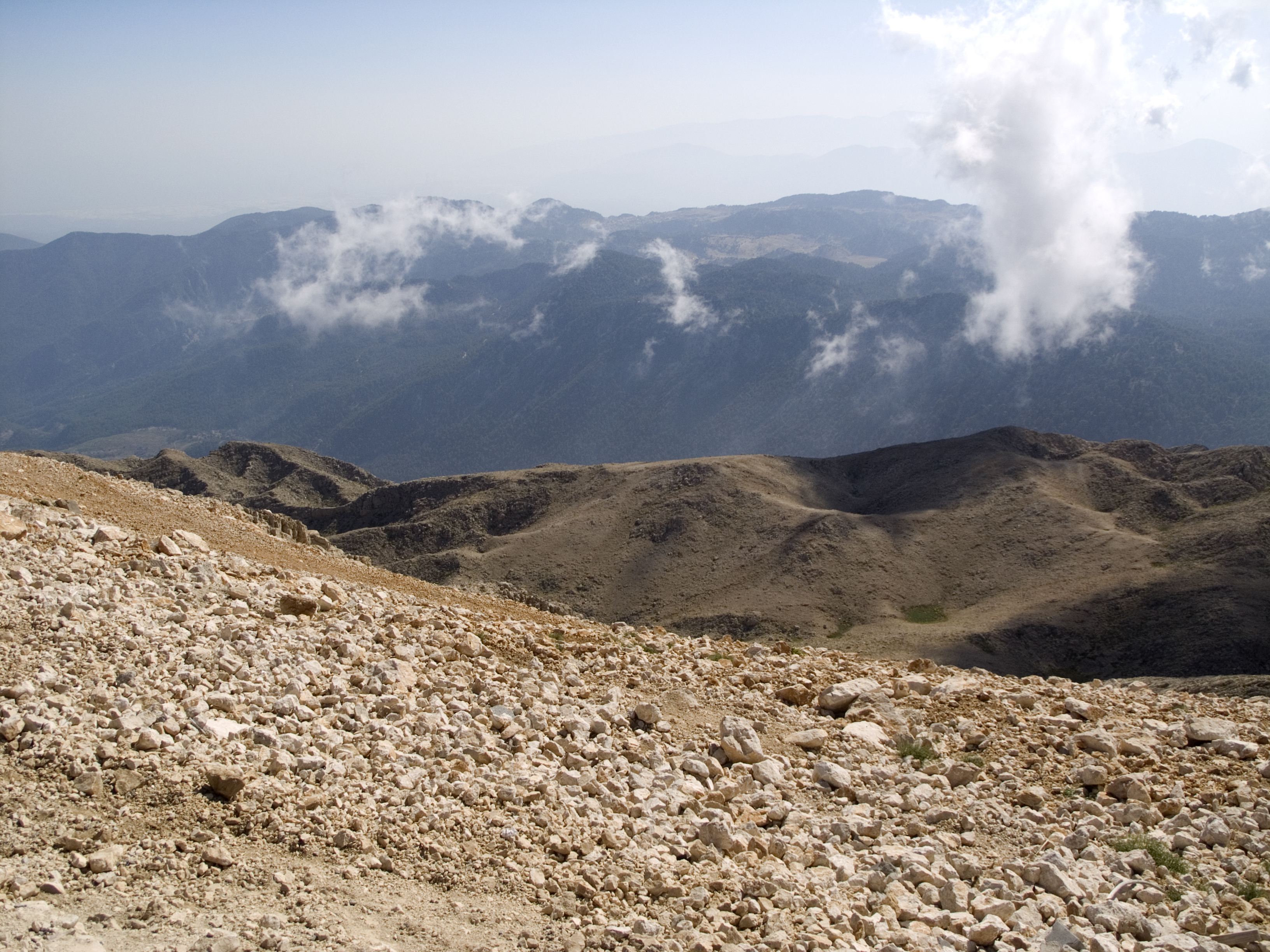
На вершині гори Тахтали
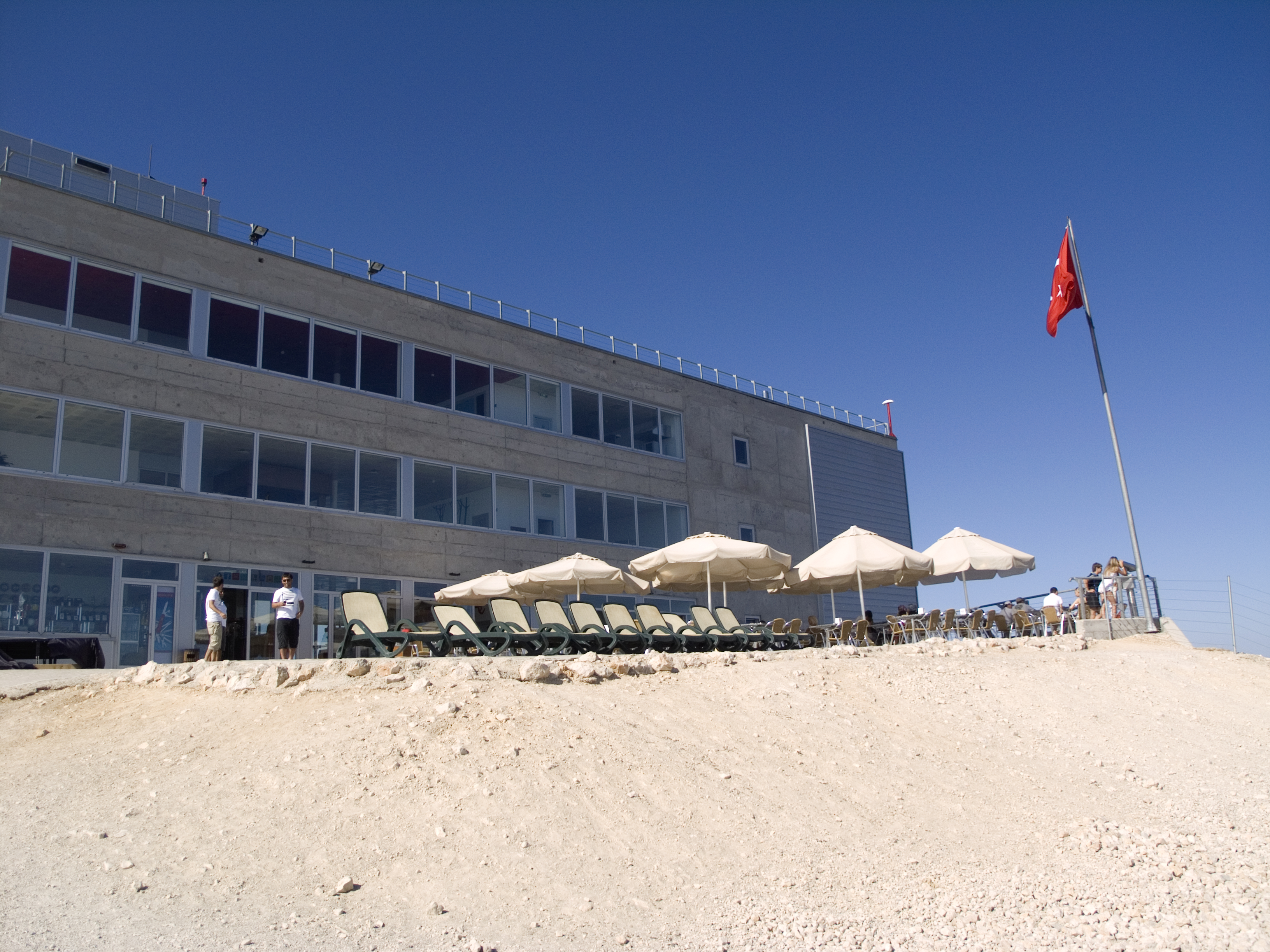
Верхня станція
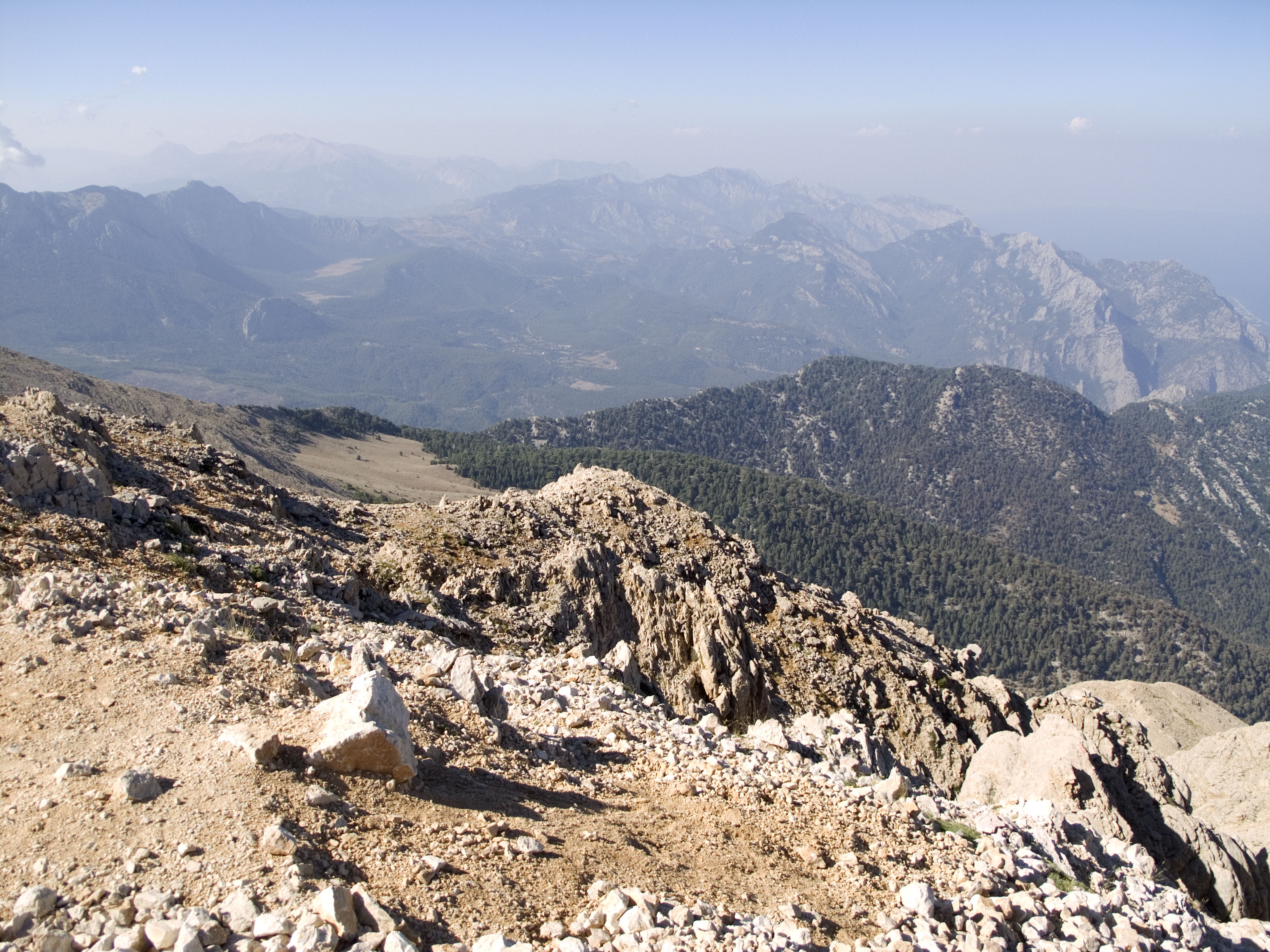
На вершині гори Тахтали
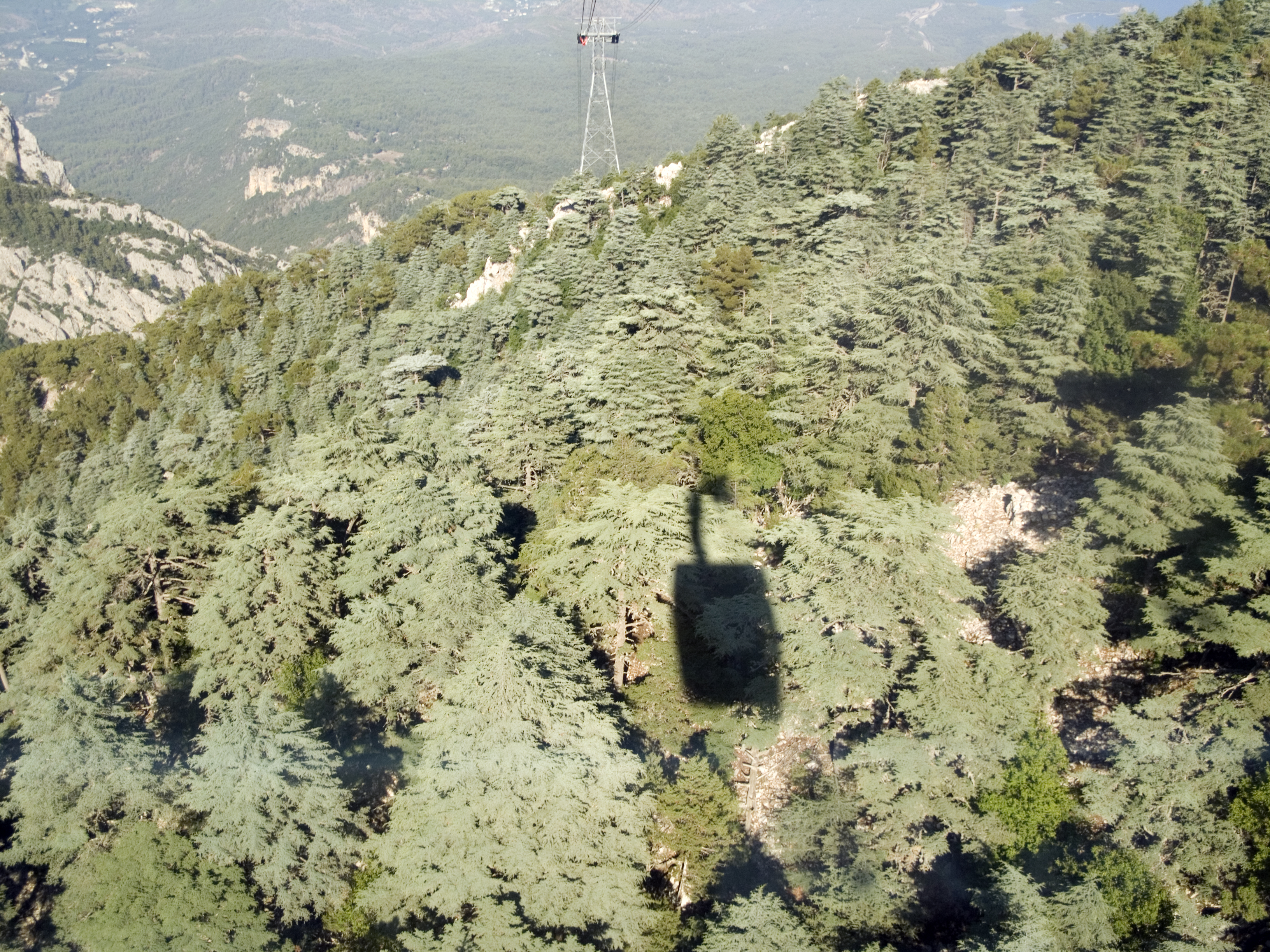
Над сосновим лісом
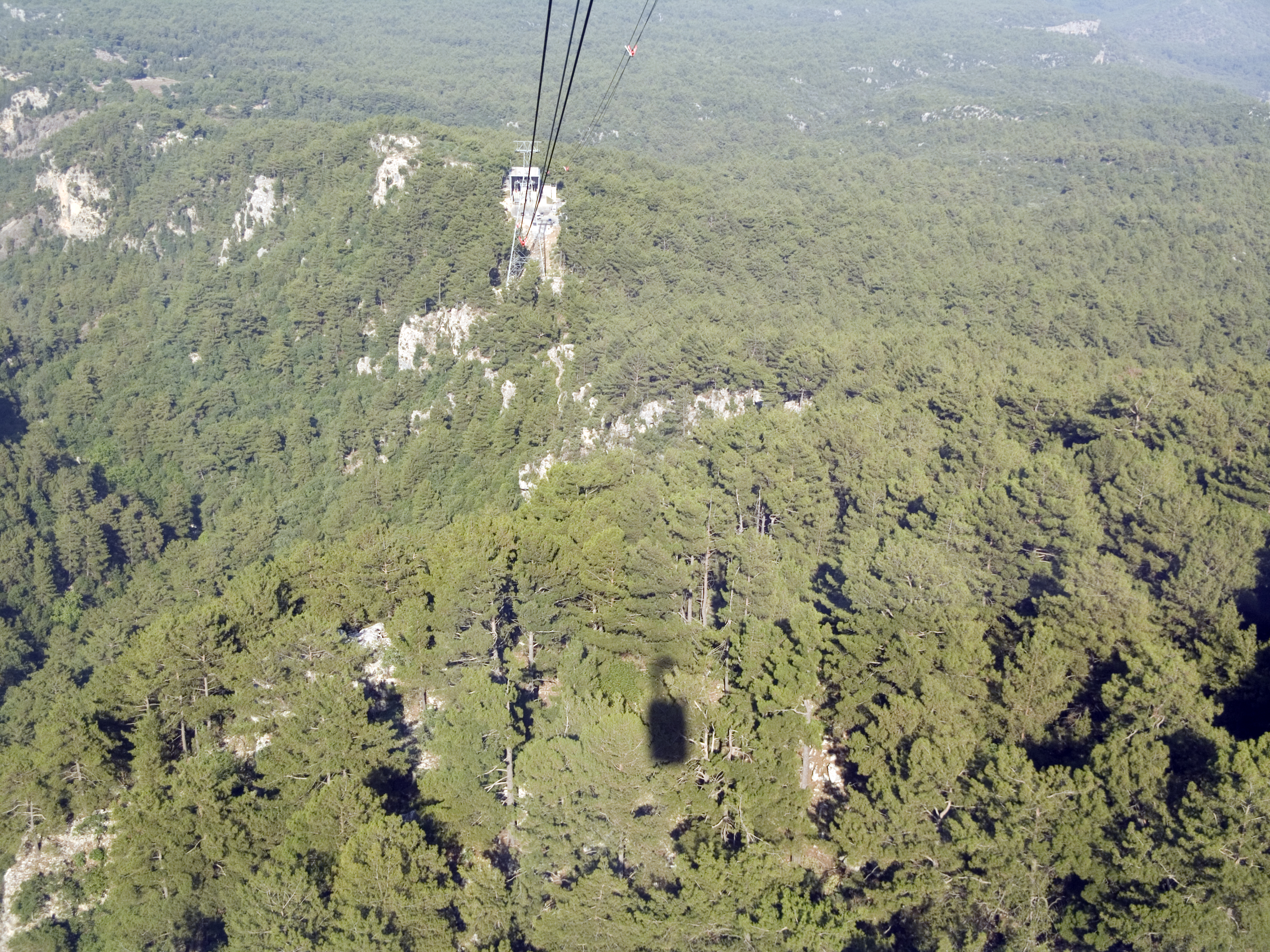
Над сосновим лісом